# Пайовий капітал
Пайови́й капіта́л — це сукупність коштів фізичних і юридичних осіб, добровільно розміщених у товаристві для здійснення його господарсько-фінансової діяльності.
Для обліку пайового капіталу, тобто вартості основних і оборотних запасів підприємства, по яких воно розпайоване (акціонерні товариства, приватні орендні підприємства тощо) призначено рахунок 402 “Пайовий капітал”. По кредиту відображається збільшення, а по дебету – зменшення пайового капіталу.
Цей рахунок також застосовується для обліку пайових внесків членів споживчого товариства, житлово-будівельного кооперативу, колективного сільськогосподарського підприємства, кредитної спілки та інших підприємств, передбачених засновницькими документами.
Колективні сільськогосподарські підприємства (КСП) на рахунку 41 обліковують не тільки вартість розпайованих частин майна, але й вартість тієї частини, яка залишилася не розпайованою, а також збільшення (зменшення) вартості майна у процесі діяльності підприємства.